# Zemětřesení ve Val di Noto 1693
Zemětřesení, k němuž došlo ve dnech 9. až 11. ledna 1693 v oblasti Val di Noto, patří spolu se zemětřesením z roku 1169 u Katánie a zemětřesením z roku 1908 v prostoru Messinské úžiny mezi Messinou a Reggio di Calabria k největším katastrofám tohoto druhu, zaznamenaným v dějinách Sicílie. Podle měření dle momentové škály, nahrazující někdejší Richterovu stupnici, dosáhlo toto zemětřesení intenzitu 7,32 Mw, a je tak považováno za nejsilnější zemětřesení, které v historických dobách postihlo italské území. Zemětřesení z ledna roku 1693, jehož intenzita dosahovala a místy překračovala stupeň XI Mercalliho stupnice, zasáhlo na jihovýchodě Sicílie prostor o rozloze zhruba 5 600 km². Během katastrofy bylo zničeno více než 45 měst a obcí a zahynulo kolem 60 000 lidí.

## Průběh zemětřesení
K prvním otřesům o síle VIII. stupně Mercalliho stupnice došlo kolem 21. hodiny večer v pátek 9. ledna 1693. Epicentrum bylo v prostoru obcí Mellili a Sortino, kde se zhroutily mnohé budovy a řada lidí zahynula. Následující den byl poměrně klidný, takže lidé nabyli dojmu, že to nejhorší mají již za sebou. Další otřes přišel v neděli 11. ledna v 9 hodin ráno, byl však jen předehrou k nejničivějšímu otřesu o intenzitě XI. stupně Mercalliho stupnice, který nastal ve 13.30 hodin po poledni. Podle některých teorií nebyl tento nebývale silný otřes pokračováním prvního zemětřesení z 9. ledna, ale novým samostatným zemětřesením, jehož epicentrum bylo pod mořským dnem nedaleko přístavu Katánie. Po tomto otřesu následovala vlna tsunami, která se projevila až na Maltě. Očití svědkové popsali tuto vlnu, při níž v Katánii zahynuly tisíce lidí a všechny čluny byly odneseny od pobřeží do moře. 

## Důsledky

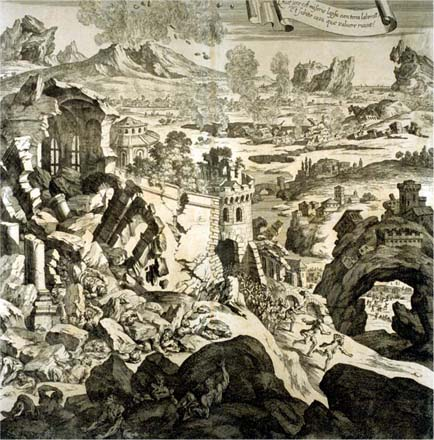
Následky zemětřesení ve Val di Noto, zobrazené na německé rytině z roku 1696

Celkem bylo během zemětřesení zničeno téměř pět desítek obcí a měst a na Sicílii zahynulo kolem 60 000 lidí. Nejpostiženějšími městy byla Katánie, kde zahynulo 16 000 lidí z 20 000 obyvatel, Ragusa (asi 5 000 obětí z 9 950 obyvatel), Syrakusy (4 000 z 15 339 obyvatel), Lentini (4 000 z 10 000 obyvatel), Modica (3 400 z 18 200 obyvatel), Militello (3 000 z 10 000 obyvatel) a další. V Occhiole zahynula více než polovina z 2 910 obyvatel, silně postiženo bylo i Caltagirone, Noto, Mineo, Licodia Eubea a jiné obce, v Palazzolu a Buscemi zahynulo více než 40 % obyvatelstva. Podle zápisu v kronice kláštera sv. Kateřiny ve městě Augusta, ležícím na pobřeží mezi Katánií a Syrakusami, nezůstal v tomto přístavu stát jediný kostel, klášter nebo palác.
Postiženo bylo i území sousední správní jednotky Val di Demone – například v Acireale na pobřeží Jónského moře bylo zaznamenáno kolem 2 000 obětí. Podle zprávy biskupa Francesca Fortezzy z 64 klášterů zůstaly zachovány jen kláštery v Buteře, Mazzarinu a Terranově. V dokumentech z doby španělské nadvlády nad Sicílií, uložených v Madridu, se hovoří o zničení více než 700 kostelů, 250 klášterů, 49 měst a o až 93 000 obětí. 
Seismické roje se projevovaly po tomto zemětřesení v oblasti jihovýchodní Sicílie ještě po dobu dvou let, život ve městech a obcích byl však postupně obnovován. V průběhu 18. století zde vznikly hodnotné stavby ve stylu pozdního baroka, což o dvě století později vedlo UNESCO k tomu, že nechalo zapsat osm měst z oblasti Val di Noto na seznam nemovitých kulturních památek Světového dědictví.